# 김언
김언(1973년 ~ )은 대한민국의 시인이다. 1973년 부산광역시에서 태어났다.
1998년 <시와사상> 신인상을 통해 등단했다. 시집으로 <숨쉬는 무덤>(천년의시작 2003, 개정판: 천년의시작 2011, 재개정판: 아침달 2018), <거인>(랜덤하우스중앙 2005, 개정판: 문예중앙 2011), <소설을 쓰자>(민음사 2009), <모두가 움직인다>(문학과지성사 2013), <한 문장>(문학과지성사 2018), <너의 알다가도 모를 마음>(문학동네 2018) 등이 있고, 산문집 <누구나 가슴에 문장이 있다>(서랍의 날씨 2017), 시론집 <시는 이별에 대해서 말하지 않는다>(난다, 2019)가 있다. 2009년 '제9회 미당문학상'과 '2009 동료들이 뽑은 올해의 젊은 시인상'을 수상하고, 2012년 '제13회 박인환문학상'을 수상했다.

## 수상
- 2009년 '제9회 미당문학상' (수상작: 시 <기하학적인 삶>)
- 2009년 '2009 동료들이 뽑은 올해의 젊은 시인상' (수상작: 시집 <소설을 쓰자>)
- 2012년 '제13회 박인환문학상' (수상작: 시 <경청하는 개>)

## 저서
- 제1시집 《숨쉬는 무덤》(천년의시작, 2003) : 개정판 (천년의시작, 2011) : 재개정판 (아침달, 2018)
- 제2시집 《거인》(랜덤하우스중앙, 2005) : 개정판(문예중앙, 2011) : 재개정판 (문학과지성사, 2021)
- 제3시집 《소설을 쓰자》(민음사, 2009)
- 제4시집 《모두가 움직인다》(문학과지성사, 2013)
- 산문집 《누구나 가슴에 문장이 있다》(서랍의날씨, 2017)
- 제5시집 《한 문장》(문학과지성사, 2018)
- 제6시집 《너의 알다가도 모를 마음》(문학동네, 2018)
- 시론집 《시는 이별에 대해서 말하지 않는다》(난다, 2019)